# William Urquhart-Dykes

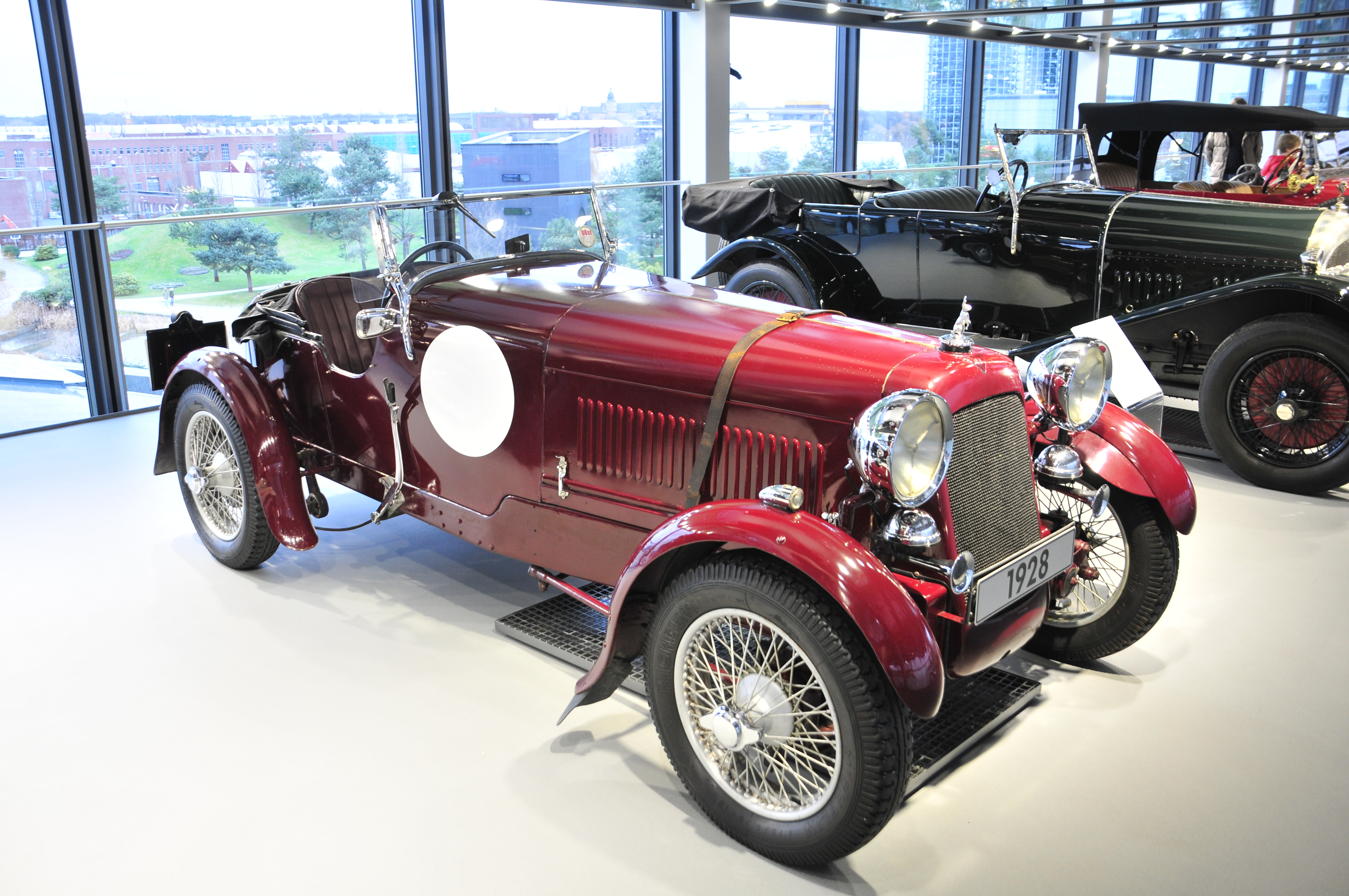
Auf einem Alvis 12/75 bestritt William Urquhart-Dykes das 24-Stunden-Rennen von Le Mans 1929

William „Bill“ Urquhart-Dykes (* 4. September 1897 in Hamilton; † 17. Januar 1979 in Cobham) war ein britischer Flieger, Unternehmer und Autorennfahrer.

## Flieger im Ersten Weltkrieg
William Urquhart-Dykes war während des Ersten Weltkriegs Mitglied des Royal Flying Corps. 1916 trat er in das 3rd Battalion of The Cameronians, ein Bataillon der Scottish Rifles in Nigg in Ross and Cromarty der schottischen Highlands, ein. Unter seinem Ausbilder Colonel Louard hatte bereits sein 1911 verstorbener Vater als Berufsoffizier gedient. Seine Flugausbildung erhielt er bei der in der Nähe von Newcastle stationierten 81. Schwadron. 
1917 kam er nach Frankreich, wo er zuerst Aufklärer und später Kampfflieger war. William Urquhart-Dykes wurde 1918 bei einem Absturz verwundet und erlebte das Ende des Kriegs im Rang eines Captain.

## Karriere als Rennfahrer
Gemeinsam mit seiner Frau Ruth, geborene Hegarty (1894–1981), die er nach dem Ersten Weltkrieg in Irland kennengelernt hatte, bestritt der in den 1920er- und 1930er-Jahren Autorennen als Herrenfahrer. Er fuhr seine Rennen ausschließlich mit Fahrzeugen der Marke Alvis. 1927 wurde er Fünfter beim 6-Stunden-Rennen von Brooklands, einem Langstreckenrennen, das George Duller (Sunbeam Sports Model), vor Sammy Davis (Alvis 12/50) und dem Duo Tim Birkin/Frank Clement (Bentley 3L Speed) gewann. Zweimal startete er beim 24-Stunden-Rennen von Le Mans. 1928 wurde er mit Partner Sammy Davis Gesamtneunter. 1929 endete der Einsatz nach einem Motorschaden am Werks-Alvis 12/75 vorzeitig.

## Unternehmer
Nach dem Ersten Weltkrieg gründete er mit einem Partner Urquhart Dykes & Lord ein heute noch existierendes Unternehmen, das Patente verwaltet.

## Statistik

### Le-Mans-Ergebnisse
| Jahr | Team                              | Fahrzeug      | Teamkollege | Platzierung | Ausfallgrund |
| ---- | --------------------------------- | ------------- | ----------- | ----------- | ------------ |
| 1928 | Alvis Car and Engineering Company | Alvis FA12/50 | Sammy Davis | Rang 9      |              |
| 1929 | Alvis Car and Engineering Co.     | Alvis FA8/15  | Cyril Paul  | Ausfall     | Motorschaden |